# Юень Куок Юн
Юень Куок Юн (кит. трад.: 袁國勇, англ. Yuen Kwok-yung, 30 грудня 1956) — гонконзький лікар-хірург і мікробіолог. Він є науковцем-дослідником, більшість із його майже 800 робіт (станом на грудень 2020 року) стосуються досліджень нових мікроорганізмів або нових інфекційних захворювань. Він очолював групу, яка ідентифікувала коронавірус SARS, який спричинив пандемію SARS у 2003—2004 роках, і простежив його генетичне походження від диких кажанів. Під час пандемії COVID-19 він виконував обов'язки експертного радника уряду Гонконгу.

## Кар'єра
Юень Куок Юн закінчив медичний факультет Гонконзького університету в 1981 році з відзнакою в галузі медицини. Спочатку він отримав фах хірурга, але успішно змінив спеціалізацію на терапевта, а згодом — на клінічного мікробіолога. Він працював в Об'єднаній християнській лікарні, а після 6 років служби перейшов до дослідницької групи в лікарні Королеви Мері. Під час спалаху вірусу пташиного грипу H5N1 у 1997 році в Гонконзі Юень був першим, хто повідомив у The Lancet про незвичайну клінічну тяжкість та високу смертність інфікованих хворих, вірус якої можна було ідентифікувати за допомогою внутрішнього молекулярного тесту в його лабораторії. У 2000 році Юень став науковим співдиректором Дослідницького центру Гонконзького університету-Інституту Пастера та Гонконзького університету, що проводив нагляд за дослідженнями мікроорганізмів, які використовуються урядом Гонконгу для контролю та стримування епідемій. Під час глобального спалаху важкого гострого респіраторного синдрому (SARS) у 2003 році він очолював команду, що відкрила вірус SARS-CoV, і згодом простежив його генетичне походження до диких кажанів. За ці досягнення журнал «Time Asia» назвав його одним із «Азійських героїв року» у 2003 році.
Він очолював команду дослідників у відкритті інших збудників захворювань, таких як новий коронавірус людини HKU1, коронавірус кажанів від HKU2 до HKU13, Laribacter hongkongensis, та багато інших бактерій, названих на честь Гонконгу чи Китаю.
Натепер Юен є завідувачем кафедри інфекційних хвороб на кафедрі мікробіології Гонконзького університету. Він є співкерівником Державної центральної лабораторії нових інфекційних захворювань Китаю в Гонконзі. Він є співкерівником Державної ключової лабораторії нових інфекційних захворювань Китаю в Гонконгу. Він також є членом Китайської інженерної академії (секція медицини та охорони здоров'я).

## Пандемія COVID-19
Юень Куок Юн бере участь у дослідженні SARS-CoV-2, вірусу, який спричинив поширення COVID-19. Він був першим прихильником носіння масок навіть здоровими людьми, посилаючись на безсимптомні випадки та велику кількість вірусних часток у слині інфікованої людини. На сайті Гонконзького університету опубліковані інформаційні відео Юеня щодо запобігання поширенню вірусу.
Юень спричинив скандал, коли він і співавтор Девід Лунг опублікували статтю під назвою «Пандемія виникла в Ухані, а уроки 17-річної давнини вже забуті» у китайськомовній газеті «Ming Pao», заявивши, що торгівля та споживання диких тварин є результатом нижчої культури китайців. Пізніше автори відкликали статтю та вибачилися за таку заяву.
В інтерв'ю BBC Юень звинуватив китайську владу в приховуванні масштабів епідемії. Він стверджував, що 12 січня 2020 року попередив представників охорони здоров'я материкового Китаю про підозру на передачу SARS-CoV-2 від людини до людини. Це попередження не було оприлюднено до 19 січня. Він також звинуватив владу у знищенні доказів, сказавши наступне: «Коли ми зайшли на ринок „Хуанань“, звичайно, там не було на що дивитися, тому що ринок уже був чистий. Тож можна сказати, що місце злочину вже зруйноване. Тому що ринок морепродуктів було очищено, ми не можемо ідентифікувати тварину-господаря, яка передала вірус людям». Юень був одним із провідних авторів статті в журналі «Clinical Infections Diseases», опублікованої в серпні 2020 року, в якій описано перший доведений випадок повторного зараження COVID-19 пацієнта іншим штамом SARS-CoV-2.

### Хронологія
6 грудня 2020 року, під час четвертої хвилі епідемії COVID-19 у Гонконзі, Юень заявив, що хвиля була очікуваною, і закликав громадськість залишатися пильними щодо соціальних контактів на Різдво. Водночас він висловив упевненість, що хвиля залишиться під контролем, якщо місто повернеться до заходів соціального дистанціювання, які діяли в липні.
У статті, опублікованій Юенем разом із колегами-мікробіологами Луном і Кельвіном Чіу в «Ming Pao» 25 серпня 2021 року, автори стверджували, що неможливо викорінити COVID-19 через постійну появу нових штамів, а також наявність безсимптомних випадків, що відрізняло його від натуральної віспи, єдиної хвороби, яку вдалося успішно ліквідувати. Вони закликали жителів Гонконгу якомога швидше зробити щеплення.
22 листопада 2021 року розслідування служби охорони здоров'я завершилося висновком, що один із двох випадків зараження варіантом Омікрон у карантинному готелі, ймовірно, був інфікований іншим. У першому випадку при виході зі своєї кімнати було вдягнено маски з клапанами, а іноді й без них, що ймовірно призвело до зараження коридору та зараження людини, яка перебувала в протилежній кімнаті. Юень приписав передачу через використання клапанних масок, які він назвав «егоїстичними» за своєю конструкцією, оскільки вони не фільтрували повітря, що видихається, що, за його словами, було «недобре». 24 листопада центр охорони здоров'я заборонив використання клапанних масок, починаючи з наступного дня, і закликав громадськість утриматися від їх використання.
29 листопада 2021 року групі під керівництвом Юеня вдалося виділити варіант Омікрон.
19 січня 2022 року Юень опублікував заяву, виправдовуючи вибракування 2 тисяч хом'яків урядом Гонконгу, що викликало негативну реакцію з боку груп захисників тварин.
23 січня 2022 року Юень попередив, що якщо нещодавній спалах варіанту Омікрон у районі Квай Чунг із понад 100 випадками не вдалося локалізувати, це може призвести до того, що спалах триватиме до 3 місяців, і матиме серйозний вплив на бізнес. Він повторив свої попередні заяви про те, що вірус SARS-CoV-2 залишиться, і поставив під сумнів те, що уряд зосереджується на нульовій кількості випадків коронавірусу; політику нульового COVID-19 слід розглядати як засіб «виграти час» для збільшення рівня вакцинації, а не як спосіб припинення заходів проти пандемії. Стосовно виконавчого директора Керрі Лам, яка зняла маску після того, як зайняла своє місце на брифінгу для преси днем раніше, Юень оцінив ризик передачі в цій ситуації як низький, але закликав експертів і лідерів самим «подати приклад», одягнувши маску, оскільки він сам носив би дві маски.
10 лютого 2022 року Юень запропонував, щоб з огляду на недостатність ресурсів для боротьби з епідемією, інфікованих без симптомів COVID-19 або з легкими симптомами COVID-19 ізолювати вдома, а невакцинованих людей похилого віку або хронічних хворих, з якими вони живуть, перемістити в приміщення таких центрів, як AsiaWorld-Expo, щоб уникнути перехресного зараження.
У статті, опублікованій на початку березня 2022 року, Юен та його команда ідентифікували варіанти Омікрон зі специфічними білками шиповидних відростків, які нададуть йому властивостей уникнення антитіл. Це відкриття показало, як новий варіант Омікрон може знизити ефективність вакцин, що використовуються.
15 липня 2021 року Юень та його команда опублікували статтю, в якій описали наступні дії уряду Гонконгу під час COVID-19. Його команда прокоментувала той факт, що COVID-19 неможливо повністю викорінити, і уряд повинен змінити свій пріоритет від зниження кількості випадків до підвищення рівня вакцинації для досягнення гібридного імунітету.
5 грудня 2021 року Юень та його команда допомогли створити назальний спрей, ефективний проти варіанту Омікрон. Вакцина отримала схвалення Національного управління медичної продукції Китаю, і планується виробництво 200 мільйонів доз компанією «Wantai BioPharm». Цей факт показав, що тепер Гонконг вперше має можливості створити власну вакцину для використання в умовах пандемії.